# ليندا شيبرد
ليندا شيبرد (بالإنجليزية: Lynda Shepherd)‏ (5 مايو 1985 في المملكة المتحدة - ) هي لاعبة كرة قدم بريطانية في مركز الوسط. شاركت مع منتخب أيرلندا الشمالية لكرة القدم للسيدات. أما مع النوادي، فقد لعبت مع مانشستر سيتي ونادي ليفربول لكرة القدم للسيدات وBlackburn Rovers W.F.C. ‏ ومانشستر سيتي للسيدات.

## وصلات خارجية
- ليندا شيبرد على موقع قاعدة بيانات كرة القدم.إي يو (الإنجليزية)